# Eupithecia siata
Eupithecia siata är en fjärilsart som beskrevs av Brandt 1938. Eupithecia siata ingår i släktet Eupithecia och familjen mätare. Inga underarter finns listade i Catalogue of Life.